# Kamionna (Beskid Wyspowy)

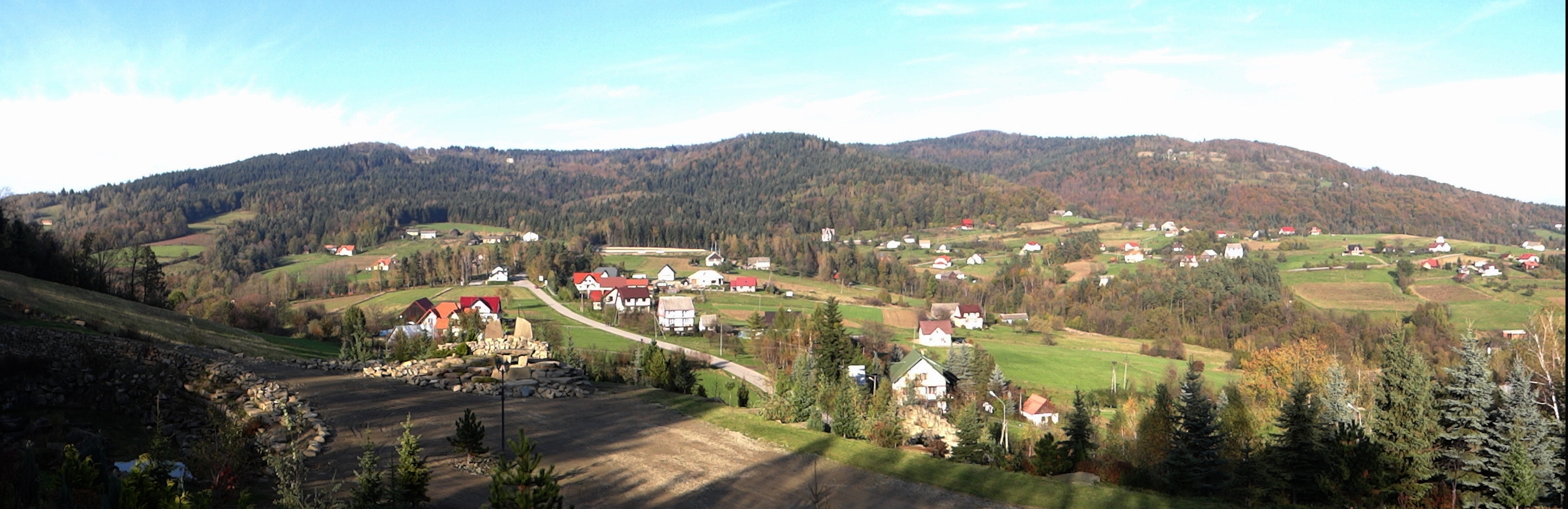
Kamionna i Pasierbiecka Góra, widok z Pasierbca

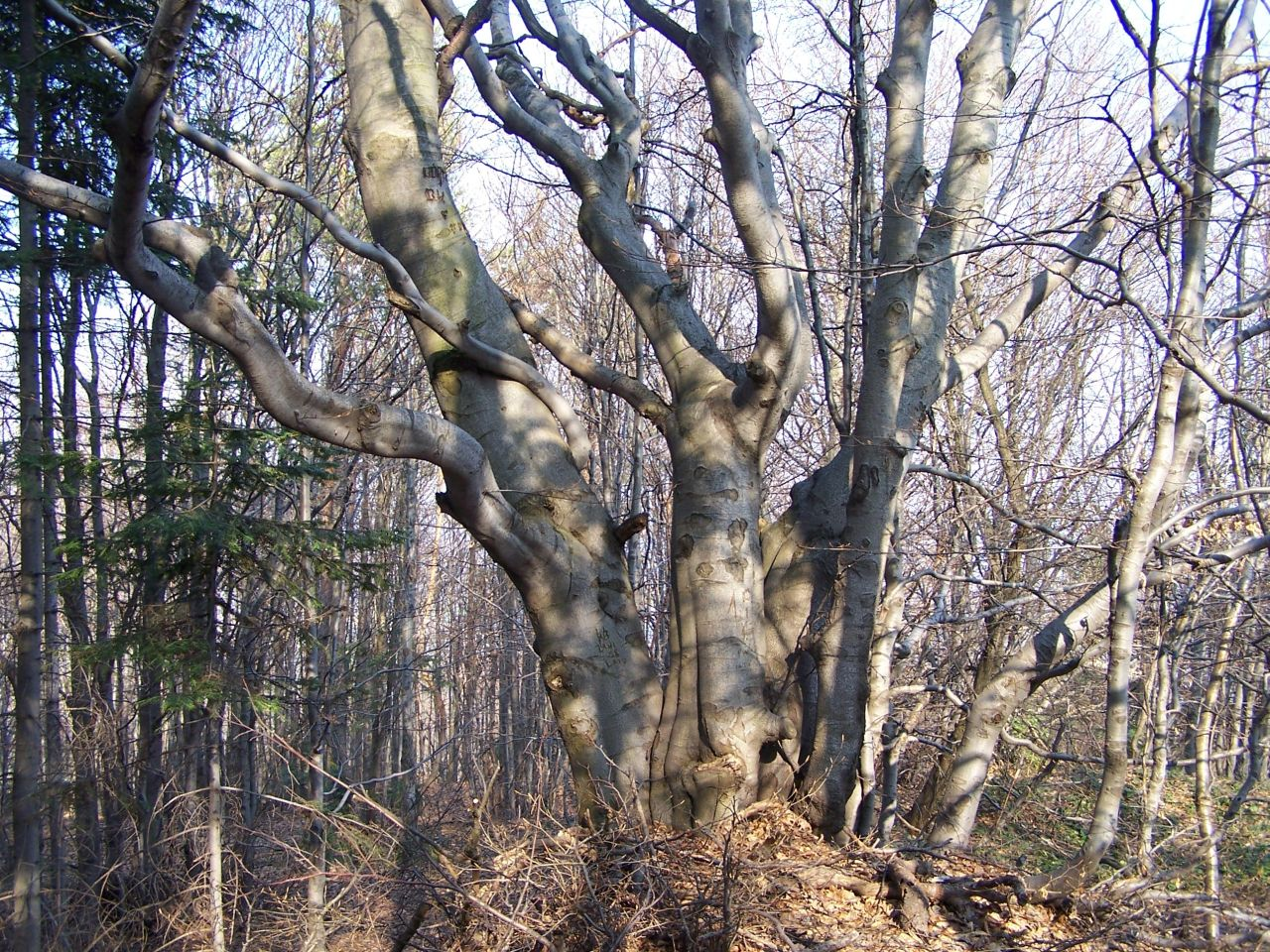
Karłowata buczyna pod szczytem Kamionnej

Kamionna (801 m) – szczyt w Beskidzie Wyspowym, graniczący od północy z Pogórzem Wiśnickim. Dawniej zwany również Makowicą, Jeziernikiem lub Patrią. Ta ostatnia nazwa pochodzi od tego, że dawniej stała na jej wierzchołku drewniana wieża triangulacyjna, przez ludność w Karpatach zwykle nazywana patrią. Nazwa Jeziernik pochodziła od tego, że pod jej wierzchołkiem znajdowało się jeziorko (istniało jeszcze w latach 70., obecnie już zarosło i przekształciło się w torfowisko). Nazwa Makowica pochodziła od położonej u jego podnóży wsi Makowica.
Stoki Kamionnej znajdują się w obrębie miejscowości Żegocina, Rozdziele, Laskowa, Młynne, Makowica i Kamionna. Jest najwyższym szczytem trzywierzchołkowego masywu, w którym na zachód kolejno znajdują się szczyty Wierzgóry (760 m) i Pasierbiecka Góra (764 m n.p.m.). Wschodni stok Kamionnej opada do Przełęczy Widoma. Potoki spływające z południowych zboczy wpadają do rzeki Łososina (zlewnia Dunajca), potoki spływające ze zboczy północnych do Sanki lub Przegini (zlewnia Raby).
Północne stoki Kamionnej cechują się dużą stromizną i są całkowicie porośnięte lasem. Na tych terenach w 1997 r. został utworzony rezerwat przyrody Kamionna, mający na celu ochronę zespołów buczyny karpackiej i jedlin o naturalnym charakterze. Stoki południowe są znacznie łagodniejsze. Pomiędzy szczytami Kamionnej i Pasierbieckiej Góry ciągnie się długi, stosunkowo równy i porośnięty lasem grzbiet. Prowadzi nim żółty i niebieski szlak turystyczny. Tuż pod szczytem Kamionnej od zachodniej strony znajduje się krótkie, strome zejście na niedużą śródleśną polanę. Rosnące na niej drzewa owocowe, kasztanowiec zwyczajny i lipa wskazują na istnienie tu niegdyś zabudowań gospodarczych i pól uprawnych. Na zboczach podwierzchołkowych partii Kamionnej istnieją jeszcze ślady zagonów i zarastająca polana. Szlaki stopniowo obniżając swój bieg w kierunku zachodnim docierają do niewielkiego torfowiska, które powstało tu na miejscu byłego stawu (stąd dawna nazwa góry – Jeziernik). Zaraz za nim, na przełęczy przed Pasierbiecką Górą od południowej strony, pola uprawne wsi Pasierbiec podchodzą prawie pod sam grzbiet góry. Stąd rozciągają się malownicze widoki na Beskid Sądecki, Gorce i Tatry.
Na wschodnich zboczach opadających do wsi Laskowa, znajduje się Stacja Narciarska Laskowa-Kamionna z wyciągiem krzesełkowym i trzema wyciągami talerzykowymi. Od południowej strony górnej stacji wyciągu można zobaczyć przy dobrej pogodzie Tatry.
Z górą Kamionna związane są liczne legendy. Opisała je Zofia Wiśniewska w zbiorze Baśnie i legendy znad Sanki.
W 2023 roku oddano do użytku wieżę widokową na Kamionnej.

## Szlaki turystyczne
Szlaki piesze
 – Tymbark – Zęzów – Pasierbiecka Góra – Kamionna. Czas przejścia: ok. 2:30 h (↓ 2 h), suma podejść 370 m. Na przełęczy przed Pasierbiecką Górą odgałęzia się od niego żółty szlak do Pasierbca.
 – Kamionna – przełęcz Widoma – Łopusze – Rajbrot. Czas przejścia: 3:30 h (↑ 4 h), suma podejść 790 m. Dalej przez Paprotną (obok Kamieni Brodzińskiego), rezerwat przyrody Kamień-Grzyb i Nowy Wiśnicz do Bochni.
 – Żegocina – Kamionna. Czas przejścia: 1:15 h (↓ 40 min), suma podejść 480 m.
 – Łososina Górna – Pasierbiec – osiedle Wierzch Góry – skrzyżowanie z grzbietowym szlakiem niebieskim. Czas przejścia: 1:35 h (↓ 0:55 h), suma podejść 420 m.
Szlak rowerowy
 – z Przełęczy Widoma drogą wzdłuż niebieskiego szlaku turystyki pieszej. W lesie na wschodnich zboczach Kamionnej szlak skręca z niej na prawo, by wkrótce połączyć się ze szlakiem żółtym do Żegociny.